# Відновлення (техніка)
Відно́влення у техніці — подія, яка полягає в тому, що після несправності об'єкт знову відновлює здатність виконувати потрібну функцію.

## Тлумачення
Комплекс операцій для відновлення справного стану чи працездатного стану об'єкта та відновлення ресурсів об'єктів чи їх складових частин називається — ремонтом.
Невідновлюваними (англ. unrefurbishable) називають такі об'єкти, які у процесі виконання своїх функцій не можуть ремонтуватися, а відновлювані — ремонтуються. З огляду на цю властивість окремо розраховують і нормують показники надійності для відновлюваних та невідновлюваних технічних об'єктів.

## Час відновлення
Час відновлення об'єкта після відмови є головним показником ремонтопридатності. Цей час містить такі основні складові:
- час виявлення елемента, що відмовив;
- час ремонту або заміни елементів, що відмовили;
- час доставляння необхідних елементів та деталей;
- час налагоджування елемента та контролю після його ремонту або заміни.

Середній час відновлення (англ. mean time of repair; MTTR) — це математичне сподівання часу відновлення працездатного стану.